# Părintele Damian
Părintele Damian, de asemenea Sfântul Damian din Molokai sau Sfântul Damian de Veuster, născut Jozef De Veuster, (n. 3 ianuarie 1840, Ninde⁠(d), Province of Brabant⁠(d), Belgia – d. 15 aprilie 1889, Kalaupapa⁠(d), Comitatul Kalawao, Hawaii, SUA) a fost un preot și misionar catolic, cunoscut pentru munca sa în leprozeria coloniei Kalaupapa de pe insula Molokai, Hawaii. 
A fost beatificat de papa Ioan Paul al II-lea în data de 4 iunie 1995 și canonizat de papa Benedict al XVI-lea 
în data de 11 octombrie 2009.
Este sărbătorit în Biserica Catolică pe 10 mai.
După șaisprezece ani de slujire a nevoilor fizice, spirituale și emoționale ale celor din colonia de leproși, acesta a contractat boala, care i-a produs, într-un târziu, decesul. 
Dieceza Honolulu poartă hramul Sfântului Damian, pe care îl sărbătorește la 15 aprilie. 

## Copilărie și anii de formare
Damian s-a născut Jozef („Jef”) De Veuster, al șaptelea copil și al patrulea fiu al negustorului flamand de porumb Joannes Franciscus („Frans”) De Veuster și al soției sale, Anne-Catherine („Cato”) Wouters, în satul Tremelo, din Brabantul Flamand. A urmat colegiul la Braine-le-Comte, iar apoi a devenit membru al Congregației Sfintei Inimi a lui Isus și Sfintei Inimi a Mariei în Leuven, unde a preluat numele de Fratele Damianus (Damiaan în neerlandeză, Dameien în franceză).